# Olszanka (powiat wyszkowski)
Olszanka – wieś w Polsce położona w województwie mazowieckim, w powiecie wyszkowskim, w gminie Wyszków. ma status sołectwa.
Prywatna wieś szlachecka położona była w drugiej połowie XVI wieku w powiecie kamienieckim ziemi nurskiej województwa mazowieckiego. W 1921 r. we wsi żyło  259 osób (134 kobiety i 125 mężczyzn), mieszkających w 41 domach. W latach 1919-1975 miejscowość znajdowała się w województwie warszawskim, zaś w latach 1975–1998 w województwie ostrołęckim.
Wierni Kościoła rzymskokatolickiego należą do parafii Świętej Rodziny w Wyszkowie.

## Osoby związane z Olszanką
- Józef Brudziński, pediatra i neurolog
- Antoni Bryk, lotnik, porucznik nawigator 305 dywizjonu bomb. RAF w czasie II wojny światowej[12]
- Jan Garbarczyk, działacz Stronnictwa Narodowego
- Piotr Garbarczyk, żołnierz 13 pułku piechoty, obrońca Modlina, autor pamiętnika ze służby wojskowej[13]
- Wanda Garbarczyk-Borzymek, poetka

## W literaturze
Piękno przyrody Olszanki porusza w swoich wierszach poetka Wanda Garbarczyk-Borzymek. Bociany w gnieździe, z tomu "Przestrzeń zielonych łąk" (2024).
Jeden bocian

wspomina dzieci przed nocą,

unosi skrzydła i składa

na powrót.

Drugi bocian

stoi na baczność

i wpatruje się w północ.